# Zoodes quadridentatus
Zoodes quadridentatus là một loài bọ cánh cứng trong họ Cerambycidae.